# Prix Spirale Eva-Le-Grand
Le prix Spirale Eva-Le-Grand est une récompense décernée annuellement à un essai ou à un recueil québécois portant sur les arts, les lettres, les sciences humaines ou toute question touchant la culture. Il est décerné par le magazine culturel Spirale, dont le comité de rédaction fait office de jury. Les essais retenus doivent être inédits, de langue française et publiés au Québec (ou ailleurs au Canada). Les finalistes sont nommés par le jury de Spirale au cours de l'été chaque année et le récipiendaire du prix est ensuite connu à l'automne. 
D'abord appelé le prix Spirale de l'essai, il porte son nom actuel depuis l'attribution 2003-2004, afin d'honorer la mémoire d'Éva Le Grand, collaboratrice éminente du magazine décédée en juillet 2004.
En remettant ce prix, Spirale souhaite célébrer l'essai littéraire en soulignant la contribution d’un essai  « dont la réflexion porte sur des enjeux qui concernent aussi bien la culture actuelle que sa mémoire, et qui s'inscrit dans le travail critique et essayistique accompli par la revue elle-même. »

## Titres lauréats
- 1995 : Neil Bissoondath - Selling Illusions. The Cult of Multiculturalism in Canada
- 1996 : Marc Angenot - Les Idéologies du ressentiment
- 1997 : Pierre Vadeboncœur - Vivement un autre siècle !
- 1999 : Régine Robin - Le Golem de l'écriture. De l'autofiction au cybersoi
- 2000 : Paul Chamberland - En nouvelle barbarie
- 2001 : Jocelyn Létourneau - Passer à l'avenir. Histoire, Mémoire dans le Québec d'aujourd'hui
- 2002 : Claude Lévesque - Par delà le masculin et le féminin
- 2003 : Michel Van Schendel - Le Temps éventuel. Histoire d'un homme et de plusieurs
- 2004 : Guylaine Massoutre - L'Atelier du danseur
- 2005 : Robert Richard - L'Émotion européenne. Dante, Sade, Aquin
- 2006 : Catherine Mavrikakis - Condamner à mort. Les Meurtres et la Loi à l'écran
- 2007 : Victor-Lévy Beaulieu - James Joyce, l'Irlande, le Québec, les mots
- 2008 : Terry Cochran - De Samson à Mohammed Atta. Foi, Savoir et Sacrifice humain
- 2009 : David Solway - Le bon prof. Essais sur l'éducation
- 2010 : Ginette Michaud - Juste le poème, peut-être (Derrida, Celan), suivi de Singbarer rest : l'amitié, l'indeuillable
- 2011 : Pierre Ouellet - Où suis-je ? Paroles des Égarés
- 2012 : Normand Chaurette - Comment tuer Shakespeare
- 2013 : Érik Bordeleau - Foucault anonymat
- 2014 : Pierre Popovic - La mélancolie des MIsérables. Essai de sociocritique, Le Quartanier
- 2015 : Mathieu Arsenault - La vie littéraire (refusé par l'auteur)
- 2016 :  André Habib - La main gauche de Jean-Pierre Léaud
- 2017 : Emmanuelle Walter - Le centre du monde. Une virée en Eeyou Istchee Baie-James avec Roméo Saganash
- 2018 : Gabrielle Giasson-Dulude - Les chants du mime. En compagnie d'Étienne Decroux
- 2019 : Dalie Giroux - Parler en Amérique. Oralité, colonialisme, territoire
- 2020 : Valérie Lefebvre-Faucher - Procès-verbal
- 2021 : Dalie Giroux - L'œil du maître. Figures de l'imaginaire colonial québécois
- 2022 : Clément de Gaulejac - Tu vois ce que je veux dire ? Illustrations, métaphores et autres images qui parlent - Presses de l’Université de Montréal
- 2023 : Andréane Frenette-Vallières - Tu choisiras les montagnes - Éditions du Noroît
- 2024 : Michel X Côté - Un poète chez les éleveurs de pickups. Essai décousu main - Éditions du Quartz [2]